# Tămâioasă bună
Tămâioasă bună este un vechi soi românesc de struguri.